# تورموند بلية العماليق
تورموند بليَّة العماليق (بالإنجليزية: Tormund Giantsbane)‏ هو شخصية خيالية في سلسلة روايات الخيال الفنتازيا الملحميّة أغنية الجليد والنار للمؤلف الأمريكي جورج آر. آر مارتن، وفي المسلسل التلفزيوني صراع العروش.
ظهر في عاصفة السيوف عام 2000، وهو زعيم همجي مشهور وملازم أول لمانس رايدر، ملك ما وراء الجدار. ظهر لاحقًا في رقصة مع التنانين. على الرغم من عدائه في البداية لجون سنو وحرس الليل، إلا أنه أثبت لاحقًا أنه حليف أساسي في قتالهم ضد المشاة البيض.
جسّد تورموند بليَّة العماليق من قبل الممثل النرويجي كريستوفر هيفيو في النسخة التلفزيونية من إتش بي أو، والتي تلقى عنها مراجعات إيجابية.